# Reportatge
Un reportatge escrit és un gènere periodístic basat en el testimoni directe de fets i situacions que explica amb paraules i des d'una perspectiva actual, històries viscudes per persones i les relaciona amb el seu context. El reportatge televisiu és testimoni d'accions espontànies, que explica històries amb paraules, imatges i sons.

## Definició
El reportatge és l'ampliació d'una notícia. Quan succeeix una notícia important el reporter ha de tenir més informació sobre la notícia d'actualitat. El reporter s'ha d'apropar a la notícia i preguntar als protagonistes i als testimonis de la notícia.

## Estructura d'un reportatge
L'estructura d'un reportatge està composta per tres parts:
- El titular. El títol del reportatge té la funció de ser la primera cosa que el públic veurà i la que més cridarà l'atenció. Per això va destacat tipogràficament i contempla avanttítol i subtítol.
- El lead/entradeta. Té la funció d'atraure al lector, va seguit del títol i s'explica la informació més rellevant del reportatge.
- El cos. No té una estructura fixa, ja que depèn de la forma de treballar de cada periodista. Conté la informació més rellevant de la investigació, ja que a dins del cos hi ha: les xifres i dades més rellevants, testimonis, valoracions personals de les persones implicades i del mateix periodista i tota mena de material complementari.[2]

## Tipus de reportatge
Podem diferenciar quatre tipus de reportatge:
- Reportatge d'esdeveniments:

En aquest tipus de reportatge es presenta una visió estàtica dels fets. Els esdeveniments s'agrupen per ordre d'importància. Aquest tipus de reportatge és perfecte per a la descripció, ja que es presenten els fets de manera simultània. 
- Reportatge d'acció:

En aquest tipus de reportatge es dona una visió dinàmica dels fets. El periodista segueix el ritme de l'evolució, ja que presenta la historia des de dins dels esdeveniments. Aquest tipus de reportatge es recomanable per a la narració, ja que segueix l'evolució temporal dels esdeveniments.
- Reportatge de cites:

Aquest tipus de reportatge el coneixem com entrevista. No hi ha normes establertes, però es recomanable seguir unes pautes de conducta per a no tenir un diàleg forçat amb l'interlocutor.
- Reportatge curt:

Son relats que donen continuïtat a fets importants, la seva missió és mantenir viva l'atenció del públic, per això dona més rellevància als detalls ambientals i d'interès humà.

## Passos a seguir per a fer un reportatge

### Investigació
Una bona recerca d'informació és clau per a fer un bon reportatge. La informació ha de ser extensa i contrastada.

### Organització de la informació
Aquest pas també és molt important, ja que no tota la informació que es recopila es rellevant, per tant, s'ha de descartar la informació que no sigui important i després tornar a ordenar la informació que serà el cos del reportatge.

### Redacció
En aquest pas trobem dos apartats:
- Introducció del tema
- Desenvolupament de la notícia

### Presentació
La presentació és l'últim pas, la forma com es presenta la informació és un aspecte a tenir en compte, cal triar bones imatges, documents complementaris que estiguin acords amb la informació que es proporciona.

## Característiques
- Els reportatges recullen fets que no sempre són d'estricta actualitat
- El reportatge acostuma a ser més complet i extens que la notícia
- Pot incloure opinions dels testimonis i protagonistes, anècdotes, etc